# Бьеркнес, Вильгельм Фриман Корен
Вильгельм Фриман Корен Бье́ркнес (норв. Vilhelm Friman Koren Bjerknes; 14 марта 1862, Христиания — 9 апреля 1951, Осло) — норвежский физик и метеоролог, основатель Бергенской (фронтологической) научной школы в метеорологии. Доказал теорему о циркуляции скорости жидкости, с помощью которой объяснил возникновение морских течений и ветров. Изучал проблему предсказания погоды с точки зрения математики и механики, решая уравнения гидромеханики, которые описывают состояние атмосферы. Разработал динамические методы предсказания погоды. В 1917 году основал службу погоды Норвегии. Член Лондонского королевского общества, Шведской королевской академии наук (1905), Папской академии наук (1936).
Сын профессора Карла Антона Бьёркнеса — основателя знаменитой династии норвежских учёных. С раннего возраста проявил себя не только в науках, но и в конструировании, поэтому стал главным помощником отца при разработке и изготовлении оборудования для экспериментальной проверки его теоретических результатов. В 1881 году сконструированные им приборы демонстрировались на Первой международной выставке электричества в Париже. Продолжал работать с отцом до 1889 года.
В 1890 году переехал в Бонн, где стал сначала ассистентом, а затем научным соавтором и близким другом семьи Генриха Герца. Значительным достижением их совместной деятельности стало всестороннее исследование электрического резонанса. К тридцати годам защитил по этой теме докторскую диссертацию, после чего решил вернуться к исследованиям в области гидродинамики, которой занимался его отец, и выбрал для постоянной работы Стокгольмский университет.

## Награды
- 1908 — Награда Фритьофа Нансена за значительные исследования в области математики и естественных наук[норв.]
- 1926 — Медаль Александра Агассиза
- 1933 — Медаль Бёйс-Баллота[англ.]
- 1938 — Медаль Гуннеруса[англ.]
- 1939 — Медаль Вега[нем.]

## Память
В честь учёного в 1970 году назван кратер на Луне.